# Biofelicidad
Se entiende por biofelicidad, o bio-felicidad, a la elevación del bienestar en los seres humanos y otros animales mediante métodos biológicos, que incluyen la ingeniería de la línea germinal a través de la selección de embriones con genes asociados a un alto nivel de felicidad, así como el uso de fármacos destinados a aumentar los niveles base de felicidad. El objetivo es facilitar la consecución de un estado de "mejor que bien".
Entre los defensores de la biofelicidad se encuentran el filósofo transhumanista David Pearce, cuyo objetivo es poner fin al sufrimiento de todos los seres sintientes, y el filósofo canadiense Mark Alan Walker, quien acuñó el término "biofelicidad" para describir la idea de manipular directamente las bases biológicas de la felicidad con el fin de incrementarla.  Walker buscó defender la biofelicidad argumentando que la felicidad debería ser de interés para una amplia variedad de teorías morales y que la hipertermia, un estado de felicidad basal elevada, está asociada con mejores resultados en salud y logros humanos.

## Riesgos potenciales
Un peligro significativo de la biofelicidad radica en los problemas éticos asociados con la alteración del estado emocional natural humano mediante métodos tecnológicos. Moldear la química cerebral orgánica o las estructuras genéticas para lograr la felicidad podría generar preocupaciones sobre la autenticidad del cuerpo y la experiencia humana.
Se ha sugerido que alterar el estado de la mente humana y crear felicidad eterna interrumpiría el rango natural de emociones que un ser humano experimentará. La tristeza, el duelo y la ira son fundamentales para el crecimiento emocional, la empatía y la comprensión. Además, los efectos a largo plazo de la biofelicidad aún no se comprenden, lo que significa que podrían surgir problemas en el futuro. La pérdida de individualidad, la profundidad emocional y el riesgo de depender de una fuente externa para la felicidad son preocupaciones relacionadas con este concepto.

## Investigación y tecnologías actuales
- Los antidepresivos son una forma a corto plazo de biofelicidad. Dependiendo del medicamento específico, pueden mantener ciertos químicos (como la serotonina o la dopamina) activos en el cerebro por más tiempo, evitar que los químicos se descompongan o aumentar la tasa de liberación de estos. La aceptación del uso de antidepresivos abre paso a la normalización del uso de la tecnología en la salud mental.[7]

- A mujeres posmenopáusicas con depresión se les entregó un cuestionario para determinar su estado de ánimo y calificar qué tan deprimidas se sentían. Luego, las mujeres tomaron un esteroide neuroactivo recientemente diseñado para atenuar los receptores de GABA. Posteriormente, se les pidió que repitieran el cuestionario después de que el medicamento hiciera efecto, y sus autoevaluaciones promedio mostraron un aumento significativo en el estado de ánimo, aunque no se proporcionaron cifras específicas sobre el grado de mejora.[8]
- El diagnóstico genético preimplantacional y el perfilado de embriones son tecnologías actuales que podrían utilizarse para la biofelicidad en el futuro.